# 本庄秀綱
本庄 秀綱（ほんじょう ひでつな）は、戦国時代から安土桃山時代にかけての武将。上杉氏の家臣。栃尾城主。

## 生涯
越後国の武将・本庄実乃の子として生まれる。
父と共に上杉謙信に仕えた。父同様、謙信の信任は篤く、永禄2年（1559年）に謙信が室町幕府の第13代将軍・足利義輝に謁見するため京都に向かった際には、太刀持ち役を務めた。また、元亀3年（1572年）には越中進軍中の謙信によって、城将として春日山城へ入城を命じられた。
天正2年（1575年）には上杉景信や上条政繁らと共に、上野国沼田城城の守将を任せられるなど、関東方面での戦いでも活躍した。
謙信死後の上杉氏のお家騒動である御館の乱では、上杉景虎方につき、御館に在城していた秀綱は落城寸前に脱出。その後も三条城の神余親綱らと共に上杉景勝に抵抗するが天正8年（1580年）4月22日に栃尾城が落城すると会津方面へ逃亡する。その後は佐々成政に仕えたという。